# Ulrichssches Wohnhaus
Das Ulrichssche Wohnhaus, bzw. Ulrichsvilla, befindet sich in Bremen, Stadtteil Vegesack, Ortsteil Vegesack, Weserstraße 65. 
Es wurde um 1840 gebaut und steht seit 2011 unter Bremer Denkmalschutz.

## Geschichte
Hermann Friedrich Ulrichs (1809–1865) gründete 1838 auf dem Fährgrund an der Weser eine Werft und vergrößerte sie. Das Gelände befand sich auf bremischem (Vegesack) und preußischem (Fähr, Provinz Hannover) Gebiet. 1895 kaufte die Bremer Vulkan die Werft, die seit 1884 Bremer Schiffbau Gesellschaft hieß.
Das zweigeschossige, verputzte Haus mit einem früher leicht geneigten Walmdach wurde um 1840 in der Epoche des Klassizismus für Ulrichs gebaut. In der Villa wohnte nach 1895 bis 1940 Victor Nawatzki (1855–1940), der erste, langjährige Direktor der Bremer Vulkan, der diese Werft zu voller Blüte führte. Das Gebäude wurde dann für Bürozwecke der Werft genutzt.
Das Landesamt für Denkmalpflege Bremen befand: „Als...traufständiges Gebäude mit Walmdach stellt es einen in Vegesack seltenen Wohnhaustyp des Klassizismus dar. Es besitzt... als Wohnhaus zweier für die örtliche Schiffbautradition maßgeblicher Persönlichkeiten (Ulrichs sen., Nawatzki) sehr hohen heimatgeschichtlichen Denkmalrang.“
Heute (2018) wird das Haus nach Umbau durch Appartements und Büros genutzt und ist an zwei Seiten zur Weser hin eng durch einen sechsgeschossigen (!) Wohnbaukomplex aus der Zeit nach 2010 umgeben. Erhalten blieb nur die Fassade; das Dach wurde höher.